# Doridicola agilis
Doridicola agilis is een parasitair levend eenoogkreeftje uit de familie van de Rhynchomolgidae. De wetenschappelijke naam van de soort werd in 1853 tegelijk met de naam van het geslacht Doridicola gepubliceerd door de Duitser Franz von Leydig. Von Leydig trof de soort aan op enkele exemplaren van de zeenaaktslak Doris lugubris die bij Triëst in de Adriatische Zee waren verzameld. De naam Doridicola gaf hij omdat hij de soort op een Doris aantrof ("cola" betekent "bewoner van"); agilis verwijst naar de snelheid en behendigheid waarmee de diertjes volgens Von Leydigs waarneming over hun gastheer bewogen toen hij ze probeerde te isoleren.
Christopher Aurivillius plaatste de soort in 1882 in het geslacht Lichomolgus; Carl Claus gaf in 1889 een nieuwe beschrijving van de soort, van de typelocatie, nu als Lichomolgus doridicola. In zijn invloedrijke werk "An account of the Crustacea of Norway" volgde Georg Ossian Sars in 1917 de keuze van Aurivillius en Claus voor wat het geslacht betreft, en onder de naam Lichomolgus agilis is de soort in veel literatuur te vinden, totdat de Nederlandse zoöloog Jan Hendrik Stock in 1964 de naam Doridicola in ere herstelde, en Humes & Stock in 1972 en 1973 hun revisie publiceerden van wat voorheen de familie Lichomolgidae was. In 1982 plaatsten dezelfde auteurs Doridicola in de familie Rhynchomolgidae.

## Beschrijving

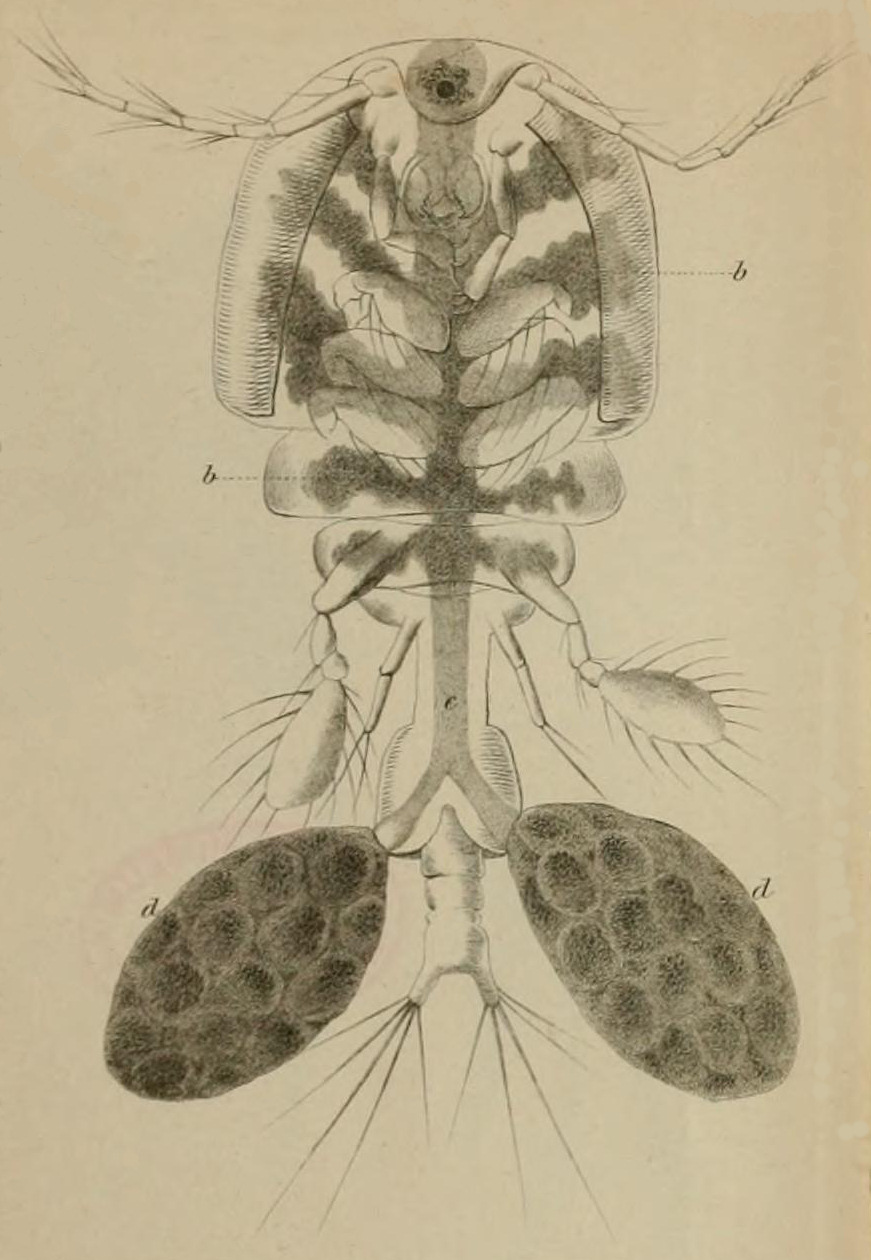
Onderzijde van een eierdragend vrouwtje zoals in de protoloog afgebeeld door Von Leydig

Von Leydig beschreef exemplaren van ongeveer een millimeter ("eine halbe Linie") lang. De kleur was geelbruin, het vrouwtje duidelijk groter dan het mannetje. Het lichaam bestaat in de terminologie van Von Leydig uit een half ovaal kopborststuk ("Cephalothorax"), een achterlijf, verdeeld in vier segmenten, en een staart, eveneens verdeeld in vier segmenten. Het schild van het kopborststuk is aan de onderkant naar binnen gevouwen, maar laat aan de voorzijde twee openingen vrij voor de voorste antennen (zie de nevengeplaatste afbeelding). De voorste antennen bestaan uit zeven leden; alle, op het eerste na, dragen borstelharen. De achterste antennen (door Von Leydig als eerste pootpaar besproken) zijn gespierd, dragen drie haken, en fungeren als klauwen. De omvang van de achterlijfssegmenten neemt van het eerste naar het derde segment fors af, maar het vierde vertoont juist een opvallende verdikking. Ook de breedte van de staartsegmenten neemt af van het eerste naar het vierde. Het vierde segment is wél het langste, en draagt in het verlengde van het lichaam twee uitsteeksels met elk vijf forse borstelharen. De eerst vier pootparen zijn aan het uiteinde verbreed tot zwempoten; het vijfde pootpaar is gereduceerd.
Volwassen vrouwtjes worden 1,2 mm lang, volwassen mannetjes 0,9 mm. Deze soort heeft een in verhouding breed voorste deel van het lichaam, en een relatief kleine staart.
Behalve geelbruine exemplaren zijn ook witte of semi-transparante exemplaren bekend, maar ook oranje en violette exemplaren komen voor.
Opvallend zijn de twee gekleurde eipakketten die de vrouwtjes dragen. Doordat de staart relatief klein en doorzichtig is, en de dieren vaak op hun kop op de gastheer staan, geeft dit de indruk van een kop met twee lange oren. In Nederlandstalige teksten over de soort wordt daardoor regelmatig de vergelijking met nijntje gemaakt, en wordt deze soort vaak "zeenijntje" genoemd.
De enige andere Doridicola die in Nederlandse wateren wordt aangetroffen, is Doridicola longicauda, die als gastheer de gewone zeekat (Sepia officinalis) heeft.

## Verspreiding
De soort komt voor in de Adriatische Zee en verder westwaarts in de Middellandse Zee, daarnaast in de Noord-Atlantische Oceaan van de kust van Senegal en verder noordwaarts tot de kust van Noorwegen, en in de Hudsonbaai aan de oostkust van Canada.

## Gastheren
Doridicola agilis is een ectoparasiet van zeenaaktslakken. De soort werd oorspronkelijk aangetroffen op Doris lugubris, maar lijkt niet erg kieskeurig: slakken uit uiteenlopende groepen worden als gastheer gebruikt. Daaronder soorten uit de geslachten Acanthodoris, Ancula, Jorunna, Limacia, Aeolidia, Doto, Facelina, Janolus en Tritonia. In Nederland is hij onder meer gevonden op de grote vlokslak (Aeolidia papillosa), de kleine vlokslak (Aeolidiella glauca), het blauwtipje (Antiopella crystata), het wrattig tipje (Janolus hyalinus), de egelslak (Acanthodoris pilosa) en de satijnslak (Jorunna tomentosa).

## Synoniemen
- Eolidicola tenax Sars, 1862
- Lichomolgus chromodoridis Della Valle, 1880
- Lichomolgus concinnus T. Scott, 1892
- Lichomolgus doridicola Claus, 1889